# 稙田村
稙田村（わさだむら）は、大分県大分郡にあった村。現在の大分市の一部にあたる。

## 地理
大分川の右岸、支流・七瀬川の流域に位置していた。

## 歴史
- 1889年（明治22年）4月1日、町村制の施行により、大分郡市村、玉沢村、木上村、口戸村、上宗方村、下宗方村が合併して村制施行し、稙田村が発足[1][2]。旧村名を継承した市、玉沢、木上、口戸、上宗方、下宗方の6大字を編成[2]。
- 1907年（明治40年）4月1日、大分郡西稙田村と合併し稙田村が存続[1][2]。
- 1955年（昭和30年）2月1日、大分郡東稙田村、賀来村と合併し、大分村を新設して廃止された[1][2]。

## 産業
- 農業

## 出身人物
- 利光丈平（京王電気軌道社長）
- 利光鶴松（小田原急行鉄道社長、衆議院議員）